# Mildred Miller

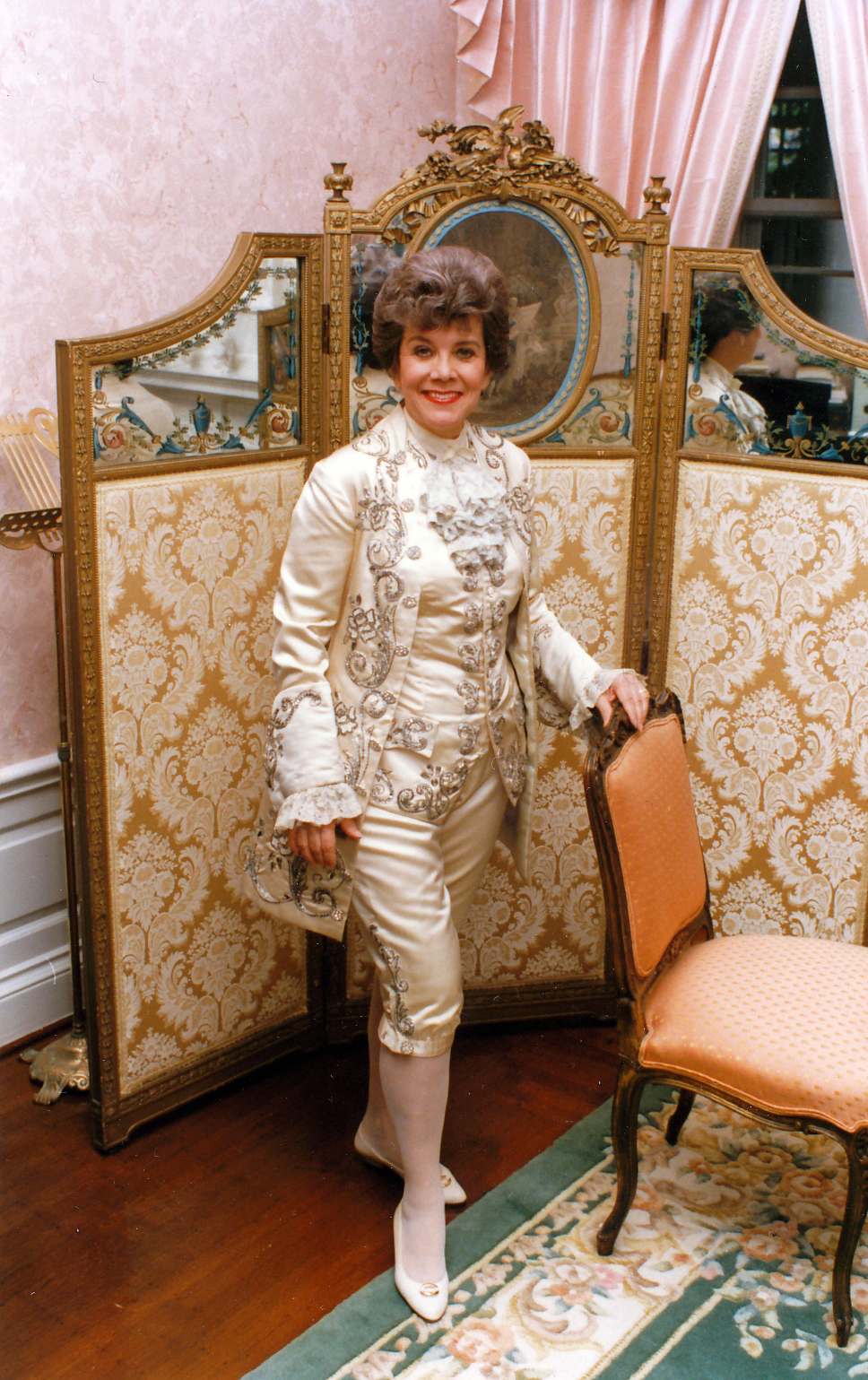
Mildred Miller

Mildred Miller Posvar, geborene Müller (* 16. Dezember 1924 in Cleveland, Ohio; † 29. November 2023 in Pittsburgh, Pennsylvania) war eine US-amerikanische Opernsängerin (Mezzosopran).

## Leben
Sie wuchs als Tochter deutscher Immigranten auf und studierte am Cleveland Institute of Music bei Marie Simmelink Kraft sowie am New England Conservatory of Music in Boston. 1946 debütierte sie als Opernsängerin beim Tanglewood Festival in Brittens Peter Grimes unter Leonard Bernstein. Nach dem Diplom im Jahre 1948 wirkte sie in Stuttgart und München sowie beim Edinburgh-Festival.
Miller wurde von Rudolf Bing, dem Generalmanager der Metropolitan Opera New York, entdeckt und gab ihr Debüt am 17. November 1951 als Cherubino in Die Hochzeit des Figaro. Ihr letzter Bühnenauftritt an der Met war am 3. Dezember 1974. Danach gründete sie 1978 das Opera Theater of Pittsburgh, als dessen künstlerische Leiterin sie bis 1999 wirkte.
Sie war verheiratet mit Wesley W. Posvar und hatte drei Kinder.
Mildred Miller starb am 29. November 2023 im Alter von 98 Jahren.

## Aufnahmen
- Händel, G. F.: Serse (Ltg. Brian Priestman, Westminster/DGG 1965, Rolle: Amastre)
- Mahler, Gustav:  Das Lied von der Erde (Ltg.: Bruno Walter, CBS 1960)
- Mahler, Gustav: Lieder eines fahrenden Gesellen (Ltg.: Bruno Walter)